# Bullainville
Bullainville és un municipi francès, situat al departament de l'Eure i Loir i a la regió de Centre – Vall del Loira. L'any 2007 tenia 106 habitants.

## Demografia

### Població
El 2007 la població de fet de Bullainville era de 106 persones. Hi havia 48 famílies, de les quals 16 eren unipersonals (16 dones vivint soles i 16 dones vivint soles), 12 parelles sense fills, 16 parelles amb fills i 4 famílies monoparentals amb fills.
La població ha evolucionat segons el següent gràfic:
Habitants censats

### Habitatges
El 2007 hi havia 59 habitatges, 45 eren l'habitatge principal de la família, 12 eren segones residències i 2 estaven desocupats. Tots els 59 habitatges eren cases. Dels 45 habitatges principals, 43 estaven ocupats pels seus propietaris i 2 estaven llogats i ocupats pels llogaters; 4 tenien dues cambres, 7 en tenien tres, 8 en tenien quatre i 26 en tenien cinc o més. 39 habitatges disposaven pel capbaix d'una plaça de pàrquing. A 18 habitatges hi havia un automòbil i a 22 n'hi havia dos o més.

### Piràmide de població
La piràmide de població per edats i sexe el 2009 era:
| Homes | Edats   | Dones |
| ----- | ------- | ----- |
| 0     | 95 o +  | 0     |
| 0     | 90 a 94 | 1     |
| 0     | 85 a 89 | 1     |
| 0     | 80 a 84 | 3     |
| 1     | 75 a 79 | 4     |
| 3     | 70 a 74 | 4     |
| 3     | 65 a 69 | 2     |
| 1     | 60 a 64 | 2     |
| 3     | 55 a 59 | 0     |
| 5     | 50 a 54 | 4     |
| 3     | 45 a 49 | 5     |
| 2     | 40 a 44 | 2     |
| 2     | 35 a 39 | 1     |
| 3     | 30 a 34 | 3     |
| 2     | 25 a 29 | 2     |
| 1     | 20 a 24 | 1     |
| 3     | 15 a 19 | 5     |
| 1     | 10 a 14 | 3     |
| 0     | 5 a 9   | 4     |
| 0     | 0 a 4   | 3     |

## Economia
El 2007 la població en edat de treballar era de 71 persones, 52 eren actives i 19 eren inactives. De les 52 persones actives 46 estaven ocupades (24 homes i 22 dones) i 6 estaven aturades (5 homes i 1 dona). De les 19 persones inactives 10 estaven jubilades, 6 estaven estudiant i 3 estaven classificades com a «altres inactius».
Activitats econòmiques
Dels 3 establiments que hi havia el 2007, 1 era d'una empresa de construcció, 1 d'una empresa de comerç i reparació d'automòbils i 1 d'una empresa de serveis.
L'únic servei als particulars que hi havia el 2009 era una fusteria.
L'any 2000 a Bullainville hi havia 9 explotacions agrícoles que ocupaven un total de 618 hectàrees.

## Poblacions més properes
El següent diagrama mostra les poblacions més properes.